# 때밀이
때밀이 또는 세신사(洗身師)는 목욕탕에서 목욕하는 사람의 몸때를 밀어 주는 일을 직업으로 하는 사람을 가리키는 말이다. 공중 목욕탕에서 손님의 때를 밀어 주거나 마사지를 하는 등 목욕을 도와주는 일을 하며, 목욕관리사(沐浴管理師)라고도 부른다.